# Stevie Wonder's Original Musiquarium
Stevie Wonder's Original Musiquarium è un album greatest hits di Stevie Wonder, pubblicato dalla Motown nel 1982. Il disco contiene anche quattro brani inediti, che nell'edizione originale in vinile erano posizionati come ultima traccia in ognuna delle quattro facciate dell'album.

## Tracce

### Lato 1
1. Superstition – 4:25
2. You Haven't Done Nothin' – 3:29
3. Living for the City – 7:26
4. Front Line (Wonder, Gary Byrd) – 5:52

### Lato 2
1. Superwoman (Where Were You When I Needed You) – 7:57
2. Send One Your Love – 4:02
3. You Are the Sunshine of My Life – 2:51
4. Ribbon in the Sky – 5:35

### Lato 3
1. Higher Ground – 3:46
2. Sir Duke – 3:52
3. Master Blaster (Jammin') – 5:08
4. Boogie on Reggae Woman – 4:55
5. That Girl – 5:15

### Lato 4
1. I Wish – 4:12
2. Isn't She Lovely? – 6:32
3. Do I Do – 10:27